# Liste der Bischöfe von Sheffield
Die Liste der Bischöfe von Sheffield stellt die bischöflichen Titelträger der Church of England, der Diözese von Sheffield, in der Province of York dar.
| Suffraganbischöfe von Sheffield | Suffraganbischöfe von Sheffield | Suffraganbischöfe von Sheffield | Suffraganbischöfe von Sheffield |
| Von                             | Bis                             | Name                            | Anmerkungen                     |
| ------------------------------- | ------------------------------- | ------------------------------- | ------------------------------- |
| 1901                            | 1914                            | John Quirk                      | danach Bischof von Jarrow       |
| Bischöfe von Sheffield          |                                 |                                 |                                 |
| 1914                            | 1939                            | Leonard Burrows                 | vorher Bischof von Lewes        |
| 1939                            | 1962                            | Leslie Hunter                   |                                 |
| 1962                            | 1971                            | John Taylor                     |                                 |
| 1972                            | 1979                            | Gordon Fallows                  | vorher Bischof von Pontefract   |
| 1980                            | 1997                            | David Lunn                      |                                 |
| 1997                            | 2008                            | Jack Nicholls                   | vorher Bischof von Lancaster    |
| 2009                            | 2016                            | Steven Croft                    | danach Bischof von Oxford       |
| 2017                            | Gegenwart                       | Pete Wilcox                     |                                 |